# Patrick Byukusenge
Patrick Byukusenge, né le 1er juin 1991, est un coureur cycliste rwandais.

## Biographie
Son grand frère Nathan est également coureur cycliste. 
En 2013, il termine septième du championnat du Rwanda puis 31e des Jeux de la Francophonie, pour sa première compétition à l'étranger. En 2014, il est convié au mois de février à un camp d'entraînement au Centre mondial du cyclisme africain, en Afrique du Sud. À la fin de l'année, il se classe onzième du Tour du Rwanda.

## Palmarès
- 2015
  - Western Circuit
- 2016
  - Race to Remember
- 2017
  - Muhazi Challenge
  - Northern Circuit
- 2018
  - Central Challenge
- 2019
  - 7e étape du Tour du Cameroun
  - 3e du Tour du Cameroun
- 2022
  - 3e du championnat du Rwanda du contre-la-montre
- 2023
  -  Champion du Rwanda sur route
- 2024
  - 3e du championnat du Rwanda du contre-la-montre
- 2025
  - 2e étape du Grand Prix du 22 Mé

## Classements mondiaux
| Année                                 | 2013 | 2014 | 2015 | 2016  | 2017  | 2018  | 2019  | 2020  | 2021 | 2022  | 2023 | 2024  |
| ------------------------------------- | ---- | ---- | ---- | ----- | ----- | ----- | ----- | ----- | ---- | ----- | ---- | ----- |
| Classement mondial                    |      |      |      | 2162e | 2182e | 1187e | 1467e | 2000e | nc   | 1970e | 717e | 1705e |
| UCI Africa Tour                       | 153e | 194e | 84e  | 173e  | 184e  | 56e   | 87e   | 89e   | nc   | 116e  | 35e  | nc    |
|                                       |      |      |      |       |       |       |       |       |      |       |      |       |
| Légende : nc = non classéSource : UCI |      |      |      |       |       |       |       |       |      |       |      |       |